# Alexandros Baltatzis-Mavrokorlatis
Alexandros Baltatzis-Mavrokorlatis (1906 - ?) foi um pentatleta olímpico grego. 

## Carreira
Alexandros Baltatzis-Mavrokorlatis representou o seu país nos Jogos Olímpicos de 1936, na qual ficou na sem posição no individual. 